# Conjuration des Égaux

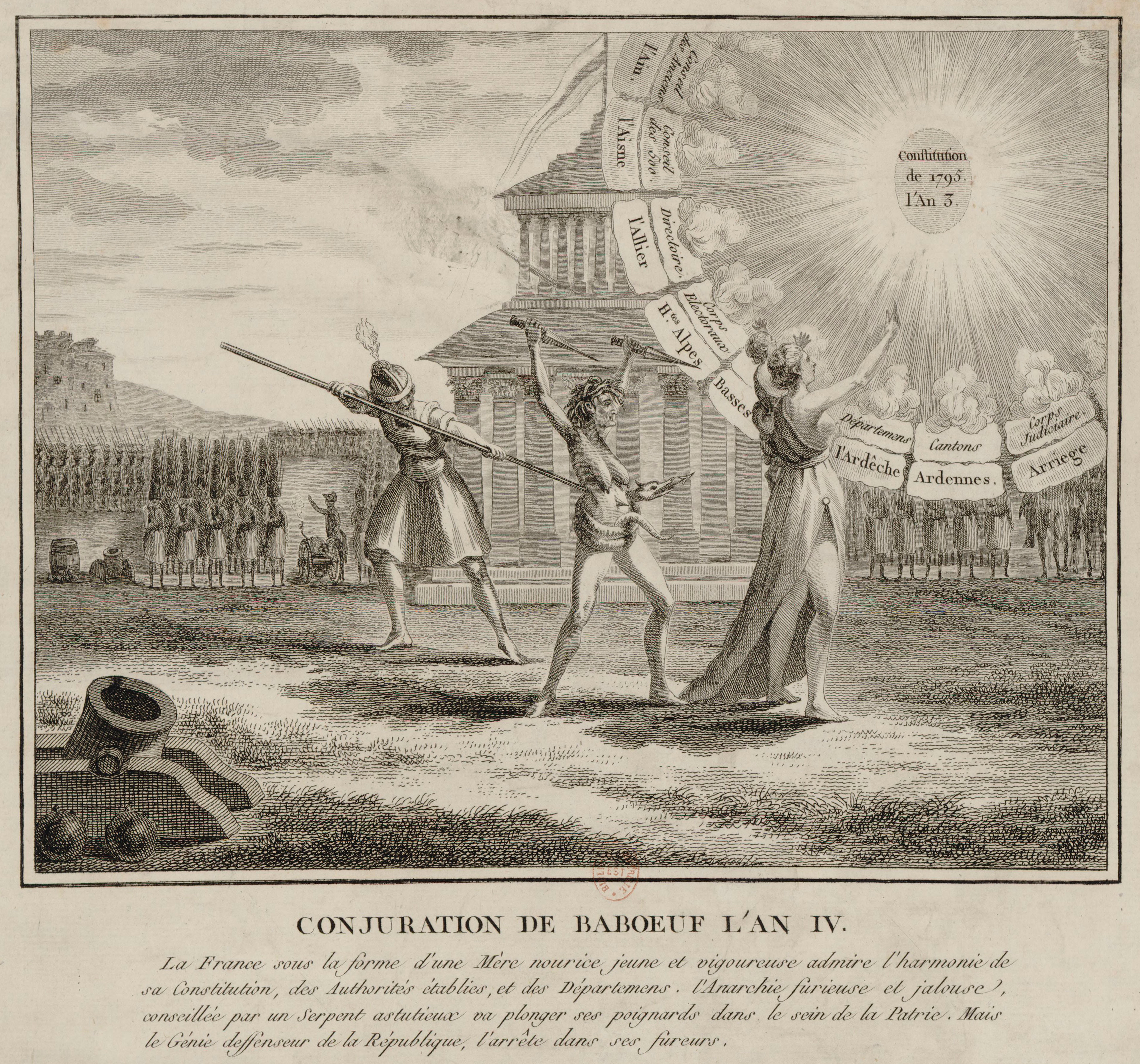
Conjuration de Babœuf l'an IV.
Le « génie défenseur de la République » embroche avec sa lance la Méduse, figure emblématique de l'Anarchie, qui s'apprêtait à poignarder la France représentée comme une jeune mère nourricière admirant la Constitution de l'an III.
Caricature anonyme stigmatisant la conjuration des Égaux, Paris, BnF, département des estampes et de la photographie, 1796.

La Conjuration des Égaux (1796) est une tentative de renversement du Directoire menée par Gracchus Babeuf avec ses camarades (les Égaux), dans un contexte d'exaspération sociale due à la vie chère.

## Les idées de la Conjuration
Gracchus Babeuf et ses amis dénoncent les privilégiés qui tirent profit de la Révolution. Ils préconisent une réforme radicale de la société : l'abolition de la propriété privée doit rendre tous les Français égaux. Pour réaliser leur idéal, ils envisagent de renverser le Directoire. Le but de la Conjuration est de poursuivre la révolution, et d'aboutir à la collectivisation des terres et des moyens de production, pour obtenir « la parfaite égalité » et « le bonheur commun ». Ils demandent également l’application de la Constitution de l'an I (datant de 1793, première constitution de la République, qui ne fut en fait jamais appliquée).
Les idées de la Conjuration sont en particulier exposées dans le « Manifeste des Égaux » (1796). On peut y lire : « Il nous faut non pas seulement cette égalité transcrite dans la Déclaration des droits de l'homme et du citoyen, nous la voulons au milieu de nous, sous le toit de nos maisons. […] Qu'il cesse enfin, ce grand scandale que nos neveux ne voudront pas croire ! Disparaissez enfin, révoltantes distinctions de riches et de pauvres, de grands et de petits, de maîtres et de valets, de gouvernants et de gouvernés. […] L'instant est venu de fonder la République des Égaux, ce grand hospice ouvert à tous les hommes. […] L'organisation de l'égalité réelle, la seule qui réponde à tous les besoins, sans faire de victimes, sans coûter de sacrifices, ne plaira peut-être point d'abord à tout le monde. L'égoïste, l'ambitieux frémira de rage ».
Les faubourgs de Paris sont agités par le biais de la propagande des Égaux, et les proches de Babeuf ne prennent plus la peine de dissimuler leur « activité séditieuse » aux yeux de la police. Solidement implantée dans Paris, la propagande babouviste ne touche cependant pas que la capitale et l'on évoque les mêmes thèmes çà et là en province. Le Directoire considère que la propagande babouviste agite dangereusement l'opinion et, le 2 mai 1796, il ordonne le licenciement et le désarmement de la légion de police car, séduite par « la faction babouviste », elle devenait chaque jour plus indisciplinée.
Buonarroti cite un projet de décret qui devait installer une république égalitaire. Ce projet prévoit que « sera établi[e] dans la république une grande communauté nationale ». « Le droit de succession ab intestat ou par testament est aboli : tous les biens actuellement possédés par des particuliers écherront, à leur décès, à la communauté nationale. » « Les biens de la communauté nationale sont exploités en commun par tous ses membres valides. » La communauté nationale assure à chacun de ses membres un logement décent, l'habillement, une nourriture suffisante, et « les secours dans l’art de guérir ». Enfin, « la république ne fabrique plus de monnaie ».

## Les meneurs et le réseau de leurs agents
Sept hommes se joignent à Gracchus Babeuf pour diriger la conjuration : Philippe Buonarroti, Augustin Darthé, Sylvain Maréchal — qui se charge de rédiger le manifeste —, Félix Lepeletier, Pierre Antoine Antonelle, Debon, et Georges Grisel. Ce dernier quitte plus tard la conjuration et dénonce Babeuf, moyennant finances.
Un réseau d'agents militaires, composé de Germain, Vaneck, Jean-Antoine Rossignol, Fyon, et Massart, a par ailleurs été créé, ainsi que des agents révolutionnaires qui seront placés dans chaque arrondissement de Paris. Les Égaux, ou « babouvistes », militent dans la clandestinité.

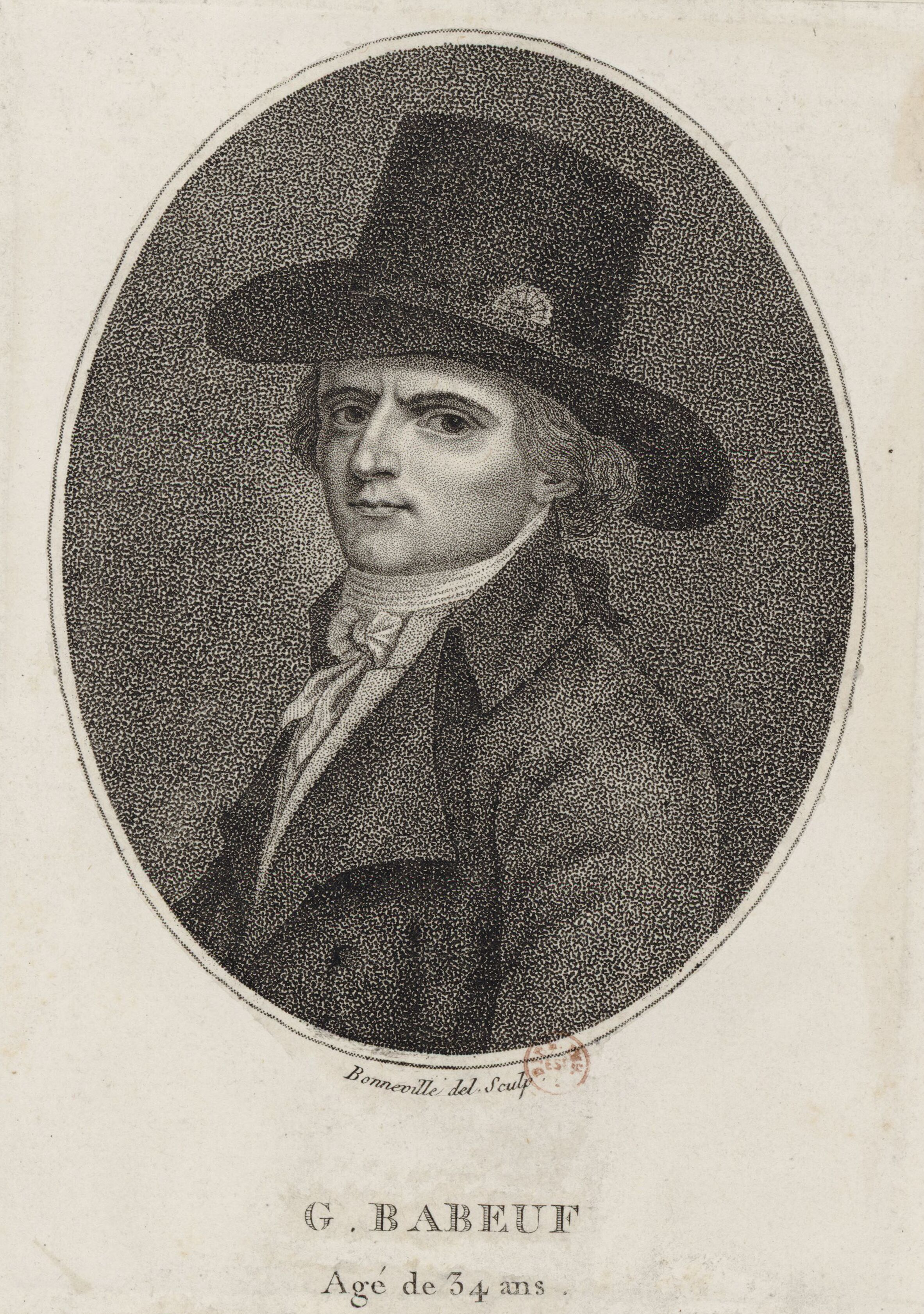
Gracchus Babeuf (gravure, XVIIIe siècle).
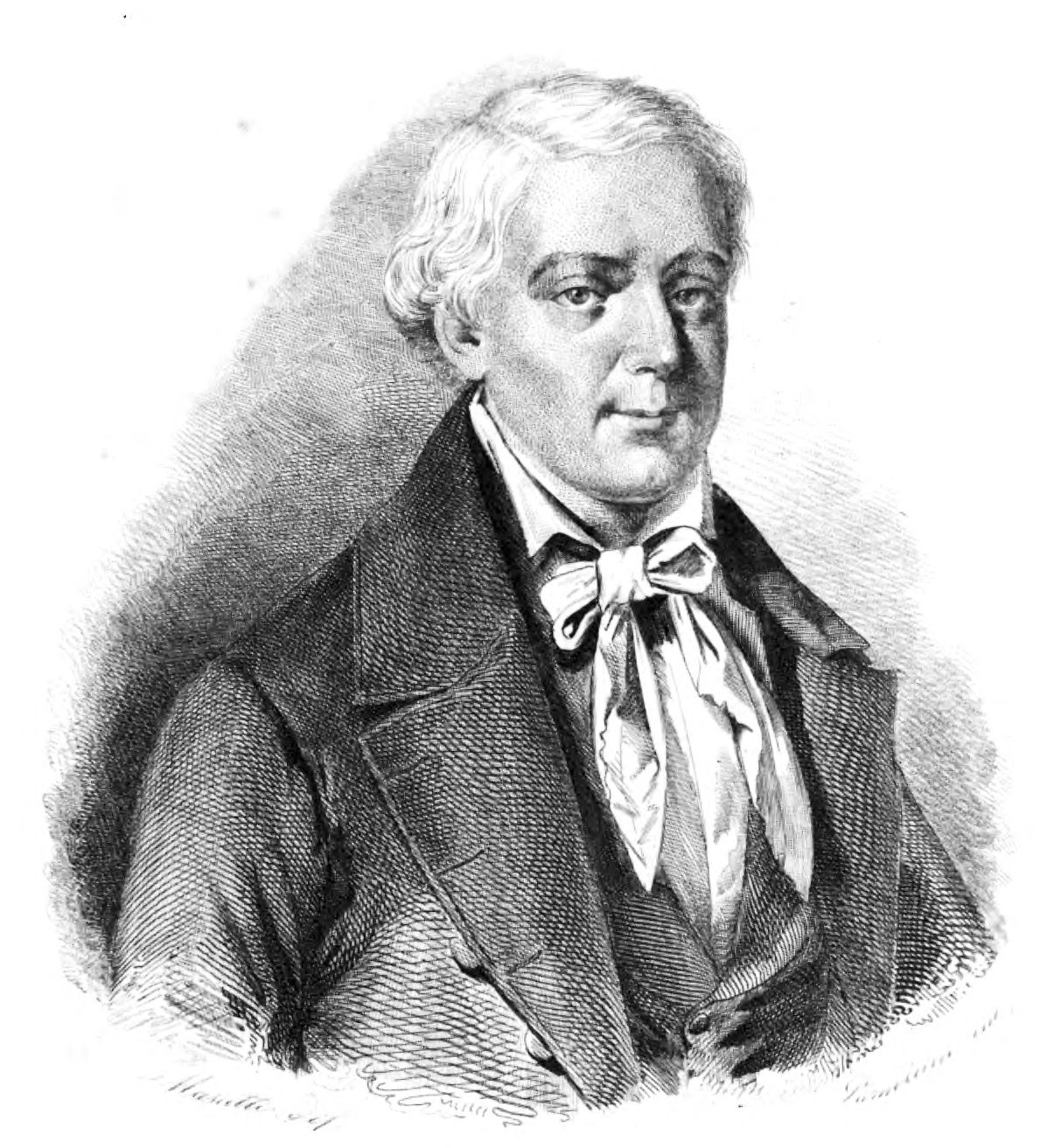
Philippe Buonarroti.
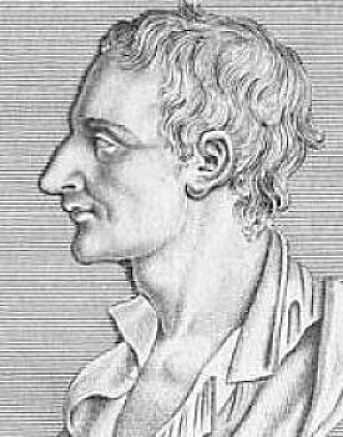
Sylvain Maréchal.
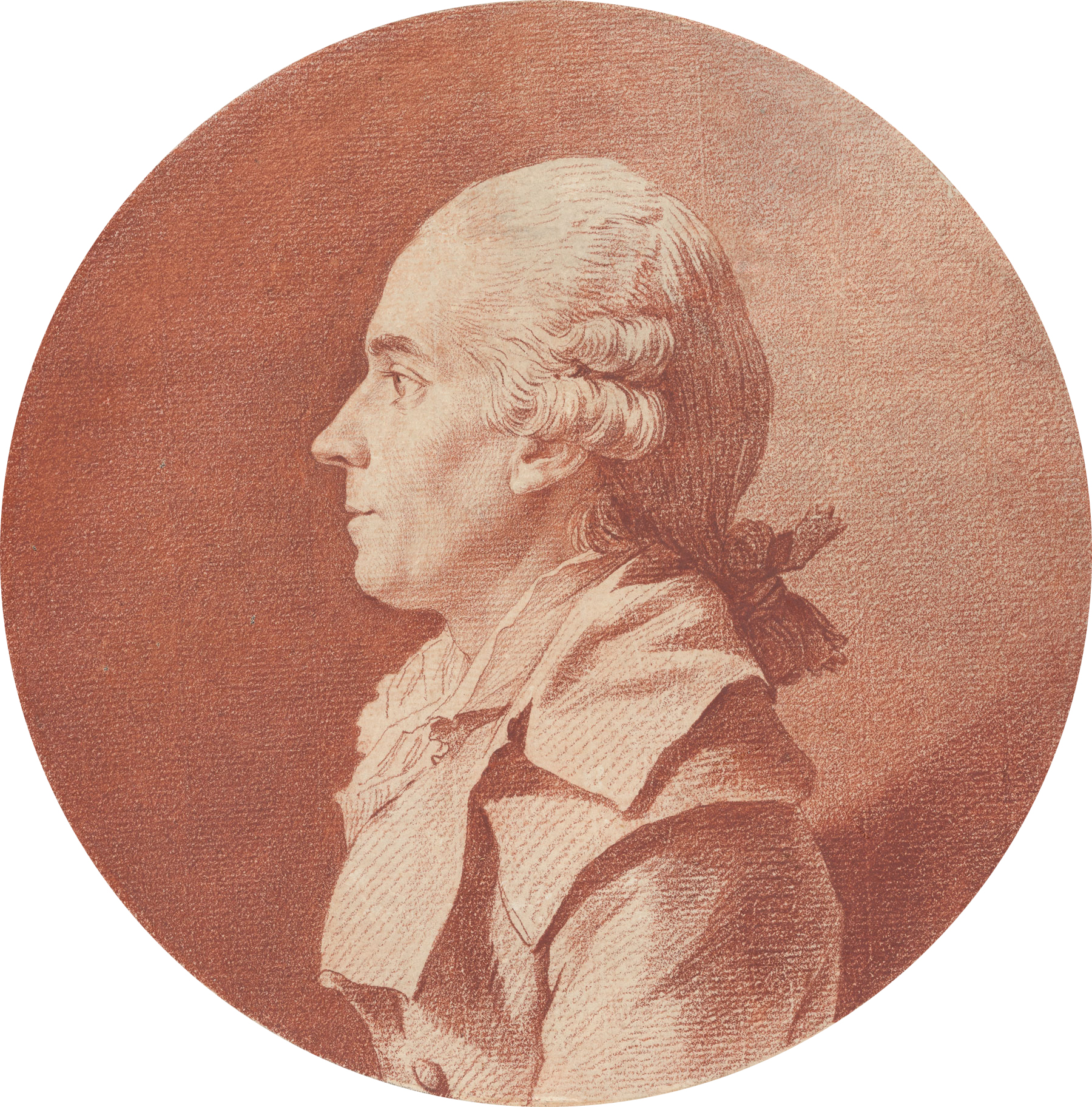
Félix Le Peletier de Saint-Fargeau.

## Arrestation des Égaux

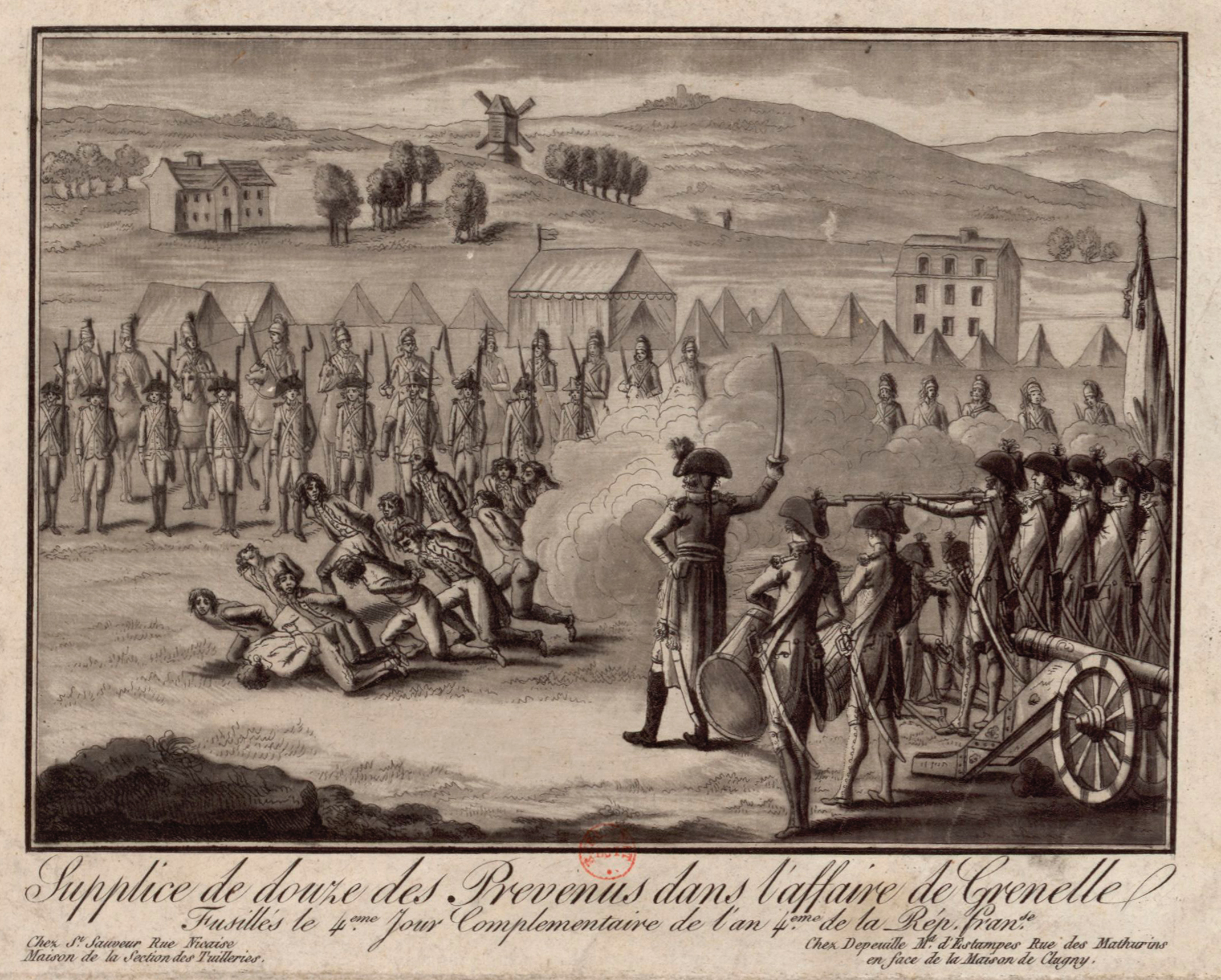
Supplice de douze des prévenus dans l'affaire de Grenelle : fusillés le 4.eme jour complementaire de l'an 4.eme de la Rép. fran.se.
Estampe anonyme, Paris, BnF, département des estampes et de la photographie, 1796.

L'échec de l'insurrection militaire tentée au camp de Grenelle porte un coup très dur aux conjurés. La conjuration est dénoncée à la police par l'un de ses meneurs, Georges Grisel. La légion de police licenciée, le pouvoir s’attaque au démantèlement de la direction de la Conjuration des Égaux. Le 10 mai 1796, Gracchus Babeuf qui porte un faux nom (Tissot) est arrêté le premier, ainsi que Buonarroti qui l'aidait à mettre au point le manifeste devant annoncer aux Parisiens la victoire des conjurés. Les premiers mots ont déjà été écrits : « Le peuple avance, la tyrannie n'est plus. Vous êtes libres ». Ses complices arrêtés, 245 mandats d'arrêt sont lancés par Carnot qui entend faire cesser les revendications égalitaires.
Une haute cour est constituée et le procès s’ouvre à Vendôme le 20 février 1797 en présence de deux ministres. Babeuf, à qui l'on reproche l’initiative du complot, et Darthé, qui s’est enfermé lors des débats dans le mutisme le plus total et à qui l’on reproche la rédaction de l’ordre d’exécution des Directeurs, sont condamnés à mort. En entendant sa condamnation à mort, Babeuf se frappa, dans le prétoire même, de plusieurs coups de stylet, et fut porté mourant, le lendemain, à l'échafaud. Darthé, qui avait également tenté de se suicider, est guillotiné avec lui le 8 prairial an V. Buonarroti, Charles Germain et cinq autres accusés sont condamnés à la déportation. Cinquante-six autres accusés, dont Jean Pierre André Amar et Pierre-Charles Pottofeux sont acquittés. Les enfants de Babeuf furent adoptés par Lepeletier et Turreau.

## Postérité
La conjuration des Égaux aurait probablement disparu dans le flot des grands événements de la Révolution. Mais, la publication en 1828 du livre de Buonarroti, Conspiration pour l'Égalité, dite de Babeuf, lui assure une postérité prolifique avec la création de la Société des Fleurs en 1836, tenante d'une ligne néobabouviste,. Friedrich Engels et Karl Marx reconnaissent en la Conjuration des Égaux « la première apparition d'un parti communiste réellement agissant ».

### Sources primaires imprimées
- Débats du procès instruit par la haute cour de justice, contre Drouet, Baboeuf et autres, recueillis par des sténographes, Paris, Baudouin, 1797, tome 1, lire en ligne.
- Débats du procès instruit par la haute cour de justice, contre Drouet, Baboeuf et autres, recueillis par des sténographes, Paris, Baudouin, 1797, tome 2, lire en ligne.
- Débats du procès instruit par la haute cour de justice, contre Drouet, Baboeuf et autres, recueillis par des sténographes, Paris, Baudouin, 1797, tome 3, lire en ligne.
- Débats du procès instruit par la haute cour de justice, contre Drouet, Baboeuf et autres, recueillis par des sténographes, Paris, Baudouin, 1797, tome 4, lire en ligne.
- Philippe Buonarroti, Gracchus Babeuf et la conjuration des égaux (ou Histoire de la Conjuration pour l'Égalité, dite de Babeuf), 1828.
  - Réédition : Conspiration pour l'égalité dite de Babeuf, suivie du procès auquel elle donna lieu et des pièces justificatives…, publié par Robert Brécy et Albert Soboul d'après l'édition originale de 1828, préface de Georges Lefebvre, Paris, Éditions sociales, 1957. 2 vol., présentation en ligne.
  - Réédition : Conspiration pour l'égalité dite de Babeuf, Éditions La Ville brûle, Montreuil, 2014, édition critique établie par Jean-Marc Schiappa, Jean-Numa Ducange, Alain Maillard et Stéphanie Roza.

#### Littérature
- Henri Krea, La Conjuration des égaux, illustrations "hors texte" de Ladislas Kijno, Présence africaine, 1964.